# Бульвар Мезоннёв

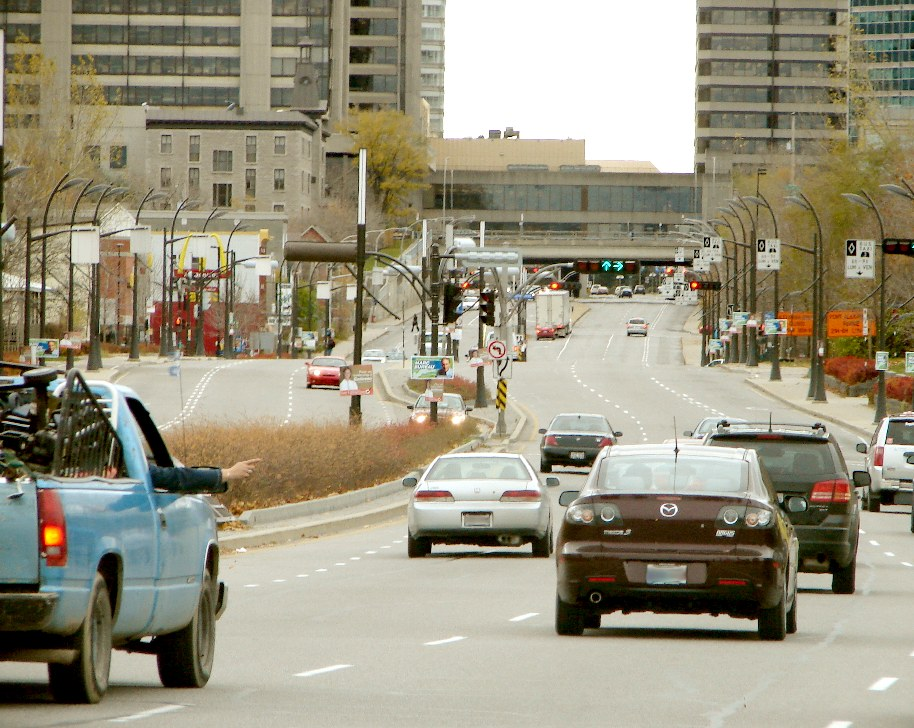
Бульвар Мезоннёв, вид с севера на юг. На заднем плане, за пассажем — Площадь Портаж и Площадь Центр.

Бульвар Мезоннёв (фр. Boulevard Maisonneuve) — крупная транспортная артерия в центральной части района Халл города Гатино, Квебек. Проходит с юга на север, соединяет мост Портаж, ведущий из г. Оттава, с Квебекской автомагистралью 5 и Квебекской автомагистралью 50, а также с бульваром Фурнье, ведущим в Старый Гатино, в северную часть района Халл и в северные пригороды. Также, через пересекающий его бульвар дез-Аллюметтьер (ранее бульвар Сен-Лоран), соединяется с мостами Макдональда-Картье и Александры.
Назван в честь основателя Монреаля П. Шомеди де Мезоннёва.

## История
Сооружение бульвара вызвало ожесточённые споры в 1960-1970-е гг. Ранее на месте, где сейчас проходит бульвар, была зона жилой застройки, причём большинство домов были сооружены в начале 20 века (после Халльского пожара 1900 года). К тому времени созрела насущная потребность в сооружении главной дороги, поскольку квебекская сторона Национального столичного региона Канады росла очень быстро, и всё больше людей приезжали из пригорода в центр города Халл (ныне сектор г. Гатино). В 1970-е гг. в центре Халла было сооружено несколько зданий для федеральных правительственных учреждений, в частности, такие, как комплекс площадь Портаж, площадь Центр, мэрия г. Гатино и Конгресс-центр, а также ряд других небоскрёбов.
Было принято спорное решение снести множество домов, чтобы расчистить место для бульвара и облегчить автомобильное движение в сторону Оттавы. С другой стороны, на южной оконечности бульвара был сооружён мост Портаж, соединяющий его с Веллингтон-стрит и аллеей р. Оттава в г. Оттава.

## Современность
В настоящее время бульвар представляет собой 6-полосную дорогу, идущую от улицы Лорье к бульвару Сакре-Кёр, где он делится на две дороги — бульвар Фурнье и Квебекскую автомагистраль 5, ведущую через мост Макдональда-Картье в Оттаву. К югу от улицы Лорье бульвар переходит в мост Портаж. В часы пик одна из полос зарезервирована для автобусов общественного транспорта Гатино и общественного транспорта Оттавы, а также такси и многопассажирных частных автомобилей.